# Hynek Blaško
Hynek Blaško (* 15. července 1955 Praha) je český politik a generál Armády ČR v záloze. Dne 8. května 2006 byl jmenován generálmajorem. Vojenskou činnou službu ukončil 31. července 2012, kdy odešel do zálohy. Do svého odchodu do zálohy byl velitelem Společných sil AČR. Do září 2022 byl členem hnutí SPD, za něž byl od roku 2019 poslancem Evropského parlamentu.

## Život
Narodil se 15. července 1955 v Praze. Vystudoval Vysokou vojenskou školu pozemního vojska ve Vyškově a Vojenskou akademii v Brně (postgraduální studium absolvoval v roce 1986).
V roce 1994 vystudoval vojenskou akademii Bundeswehru v Německu. Působil jak v Československé armádě v době socialismu, tak v Armádě České republiky. Do zálohy ke 31. červenci 2012. Od roku 2018 žije v obci Veltruby na Kolínsku.
V roce 2008 zavraždil jeho devítiletého syna Jakuba pedofil Antonín Novák.

## Politika

### Politický vývoj
- V letech 1981–1989 byl členem KSČ.
- V roce 2016 kandidoval za SPO a stal se krajským zastupitelem.
- V roce 2017 kandidoval do Poslanecké sněmovny za SPO.
- V roce 2018 kandidoval jako nestraník za hnutí SPD do Senátu a vstoupil do této strany.
- V roce 2019 kandidoval za hnutí SPD do Evropského parlamentu a stal se europoslancem.
- V roce 2022 oznámil svůj záměr kandidovat na prezidenta ČR a vystoupil z hnutí SPD.
- V roce 2024 kandidoval za hnutí Bezpečné ulice ve volbách do Evropského parlamentu.
- V roce 2024 kandidoval za hnutí SpV do Senátu.

### Krajské volby 2016
V krajských volbách v roce 2016 kandidoval z 3. místa kandidátky koalice SPD a SPO do Zastupitelstva Kraje Vysočina. Vlivem preferenčních hlasů však skončil druhý, a stal se tak krajským zastupitelem.

### Volby do Poslanecké sněmovny 2017
Ve volbách v roce 2017 kandidoval do Poslanecké sněmovny jako lídr kandidátky SPO ve Středočeském kraji. Strana získala 0,24 % a Blaško nezískal mandát.

### Volby do Senátu 2018
Ve volbách do Senátu PČR v roce 2018 kandidoval jako nestraník za hnutí SPD v obvodu č. 44 – Chrudim. V září 2018 se z důvodu změny trvalého bydliště vzdal mandátu krajského zastupitele v Kraji Vysočina. V senátních volbách však neuspěl, když získal 6,35 % hlasů a obsadil až 7. místo z 14 kandidátů.

### Volby do Evropského parlamentu 2019
V roce 2017 jako kandidát hnutí SPO ostře kritizoval Tomia Okamuru slovy „Ten pán LŽE jako když tiskne, my všichni totiž víme, že SPD je stranou jednoho muže, kde se bez něj nic nehne.“ Necelý rok poté do Okamurovy SPD sám vstoupil a ve volbách do Evropského parlamentu v květnu 2019 kandidoval na 8. místě kandidátky hnutí. Získal 47 505 preferenčních hlasů (přeskočil dokonce lídra Ivana Davida) a stal se europoslancem.

### Kandidatura na předsedu SPD
Blaško uvedl, že chtěl kandidovat na předsedu SPD během online konference v prosinci 2021, ale nebyl na ni pozván. Na sociálních sítích poté kritizoval úroveň demokracie v SPD. Ve volbě předsedy bez protikandidáta zvítězil dosavadní předseda Tomio Okamura, který získal 84 z 85 hlasů, kdy sám pro sebe nehlasoval. „Všichni členové byli vyzváni, jestli nechtějí kandidovat. To, že se nikdo nepostavil jako protikandidát, je demokratické a svobodné rozhodnutí všech. My se dokonce přímo na konferenci všech ptáme, jestli někdo nechce kandidovat, je možné to oznámit až při konání konference,“ uvedl Okamura. Právě fakt, že Blaško nebyl na konferenci pozván, proto jmenovaný vnímá jako snahu zabránit mu v kandidatuře. Důvodem podle něj má být to, že v roce 2020 při doplňovacích volbách do Senátu na Teplicku podpořil kandidáta Trikolóry Zdeňka Peška, nikoliv Bohumila Ježka z SPD. Od té doby je podle něj stranickým vedením přehlížen.

### Kandidatura na prezidenta ČR
Dne 27. května 2022 oznámil svůj záměr kandidovat na prezidenta ČR v prezidentských volbách v roce 2023. Jeho kandidaturu podpořila DSSS. Na Ministerstvo vnitra však nakonec nedoručil svou kandidátní listinu, a ve volbách tak nekandidoval.

### Vystoupení z hnutí SPD
Dne 14. září 2022 oznámil, že opouští hnutí SPD. Jako důvod uvedl dlouhodobé neshody s vedením hnutí.

### Volby do Evropského parlamentu 2024
Ve volbách do Evropského parlamentu v červnu 2024 obhajoval mandát europoslance z pozice nestraníka za BEZ-UL jako lídr kandidátky uskupení „ALIANCE ZA NEZÁVISLOST ČR - proti přijetí eura!“. V rámci své kandidatury do Evropského parlamentu v roce 2024 byl odpůrcem Green dealu, migračního paktu, zasílání zbraní na Ukrajinu či dalšího rozšiřování Evropské unie. V souvislosti s problematikou zvyšujícího se množství oxidu uhličitého v atmosféře uvedl, že bez něj nemohou existovat rostliny a označil je za „chudáky“. Jím vedené uskupení však ve volbách získalo jen 0,50 % hlasů, a mandát europoslance se mu tak obhájit nepodařilo, vypršel mu tak v polovině července 2024.

### Volby do Senátu 2024
Ve volbách do Senátu PČR v roce 2024 kandidoval jako nestraník za hnutí Správná Volba (SpV) v obvodu č. 50 – Svitavy. Se ziskem 3,90 % hlasů skončil na předposledním 6. místě, a senátorem se tak nestal.

### Sněmovní volby 2025
Ve sněmovních volbách v roce 2025 je lídrem kandidátní listiny subjektu Jasný Signál Nezávislých v Pardubickém kraji.

## Kontroverze
Web Manipulátoři.cz tvrdí, že Hynek Blaško sdílí na svém profilu i nepravdy a hoaxy, chová se verbálně velmi agresivně a v rozhovorech pro Parlamentní listy šíří proruské konspirace. Na další kontroverzní vyjádření upozornil i zpravodajský web Seznam Zprávy. Podle Blaška (publikováno roku 2018) například neexistují důkazy, že je Rusko skutečným nebezpečím a tato tvrzení mají podle něj zakrýt skutečné problémy. Stejně tak nepovažuje za prokázané, že ruská armáda sestřelila na Ukrajině za pomoci ruské techniky civilní let Malaysia Airlines 17. (Mezinárodní vyšetřovací tým ve své zprávě z vyšetřování tvrdí, že odpalovací zařízení patřilo ruské armádě, konkrétně 53. brigádě ruské protivzdušné obrany. Tým rovněž předkládá, že zmonitoroval pohyb systému BUK z ruského území na Ukrajinu a zpět).
Jako kandidáta do Evropského parlamentu ho podpořily weby EUrabia, Sputnik nebo projekt Raptor TV. Několik dní před volbami do Evropského parlamentu vyzval web Aeronet své čtenáře, ať ho podpoří ve volbách. Server Forum24 ho nazval „hvězdou Parlamentních listů“.
V roce 2020 bojoval i proti povinnému očkování dětí hexavakcínami.